# Ягодина
Ягодина (серб. Јагодина / Jagodina [jâɡodina]Слушатьо файле) — город в Сербии, расположен в одноимённой общине Поморавского округа региона Шумадия. Стоит на реке Белица, левом притоке реки Морава. Население — 36 092 человек.
Впервые упоминается в 1399 году под названием «Ягодина», что переводится с сербского как «клубничный город». Во время освободительной борьбы сербов против Османской империи под Ягодиной произошло несколько битв. С восстановлением Королевства Сербия Ягодина испытала период развития. После Второй мировой войны рост экономики Ягодины в составе коммунистической Югославии пришёлся на промышленное производство. С 1946 по 1992 год город именовался «Светозарево» в честь сербского социалиста Светозара Марковича
В 2006 году в городе был открыт зоопарк, являющимся третьим по величине в Сербии (после Белградского зоопарка и зоологического сада в Паличе). В юго-восточной части города расположен стадион футбольного клуба Ягодина на 15 тыс. мест. В городе имеется два храма — Успения пресвятой Богородицы и церковь Святых Петра и Павла.
Через Ягодину проходят автомобильное шоссе E75 и железная дорога на Белград.
Имеется русское кладбище солдат и офицеров Красной Армии, погибших в 1944 году. Мемориальный комплекс был построен в 1962 году, имеет площадь 3 акра. Захоронены 1170 солдат и офицеров Красной Армии, погибших при освобождении десятков городов и поселений оккупированной Сербии.

## Известные уроженцы
- Банкович, Андра (1857—1911) — деятель сербского рабочего движения.
- Яковлевич, Милица (1887—1952) — сербская писательница, драматург и журналистка.

## Спорт
В городе находятся два спортивных клуба с названием «Ягодина», баскетбольный и футбольный.

## Галерея
- Православная церковь Святых Петра и Павла